# Shinya Tanoue
Shinya Tanoue (田ノ上 信也 Tanoue Shinya?), född 5 februari 1980 i Kagoshima prefektur, är en japansk före detta fotbollsspelare.
Tanoue började sin karriär 1998 i Kashiwa Reysol. Med Kashiwa Reysol vann han japanska ligacupen 1999. Efter Kashiwa Reysol spelade han för Yokohama F. Marinos och Vegalta Sendai. Han avslutade karriären 2008.